# Jill Price
Jill Price geb. Rosenberg (* 30. Dezember 1965 in New York City) ist eine US-amerikanische Autorin. Sie ist der erste Mensch, bei dem das in der Wissenschaft zuvor unbekannte Phänomen Highly Superior Autobiographical Memory (HSAM) diagnostiziert und beschrieben wurde, damals mit der Bezeichnung „hyperthymestisches Syndrom“. Price kann zu jedem Tag seit dem 5. Februar 1980 mit zahlreichen Details angeben, was sie an diesem Tag erlebt hat.

## Leben

### Privatleben und berufliche Tätigkeiten
Jill Price wuchs mit ihren Eltern zunächst in New York auf. Ihr Vater war bei der Künstleragentur William Morris angestellt,  Ray Charles zählte zu seinen Kunden. Ihre Mutter hatte als Varieté-Tänzerin gearbeitet. Als Jill Price fünf Jahre alt war, bekam sie einen Bruder und die Familie zog nach South Orange in New Jersey. Im Alter von acht Jahren zog Jill Price mit ihrer Familie an die Westküste nach Los Angeles um.
Im Alter von 23 Jahren schloss Price ein sozialwissenschaftliches Studium ab. Dann war sie ein Jahr lang in der Unterhaltungsbranche tätig. Im Alter von 25 bis 27 Jahren blieb sie zu Hause und erlebte eine Zeit schwerer Depression. Danach arbeitete sie in einer Anwaltskanzlei. Anschließend war sie sechs Jahre lang, bis 2003, als Chefsekretärin tätig. Sie legte keinen Wert auf eine berufliche Karriere. Es war immer ihr Wunsch gewesen, zu heiraten und eine Familie zu gründen.
Seit März 2003 war Price verheiratet. Ihr Ehemann starb schon zwei Jahre nach der Heirat im Alter von 42 Jahren infolge eines Schlaganfalls. Price ist Jüdin. Im Jahr 2008 leitete sie eine Religionsschule in einer Synagoge in Los Angeles.
Seit dem Tod ihres Ehemanns lebt Price wieder mit ihren Eltern in Los Angeles. Sie arbeitet freiberuflich als Script Supervisor für Film und Fernsehen (Stand 2017).

### Werdegang als HSAM-Betroffene
Bei Jill Price ist das autobiografische Gedächtnis extrem reichhaltig und zuverlässig. Diese seltene Ausprägung des autobiografischen Gedächtnisses wird heute Highly Superior Autobiographical Memory (HSAM) genannt. Sie selbst bemerkte, dass sich ihr Gedächtnis veränderte, als sie im Alter von acht Jahren mit ihrer Familie nach Los Angeles umzog: Ab dem Juli 1974 wurden ihre Erinnerungen immer detaillierter. Als sie 14 Jahre alt war, kam der Tag, ab dem sie sich „an alles“ erinnert, wie sie sagt. Es war der 5. Februar 1980.
Im Alter von 10 bis 34 Jahren führte sie akribisch Tagebuch. Um den für einen bestimmten Tag vorgesehenen Platz einzuhalten und dennoch viel eintragen zu können, schrieb sie in manchen Jahren mit fast mikroskopisch kleiner Schrift. Das Aufschreiben war für sie befriedigend. Es gab ihr das Gefühl, das Erlebte loswerden zu können. Sie las nur selten frühere Tagebucheinträge nach.
Price erlebte die ständig in ihr präsenten Erinnerungen als extrem belastend. Im Juni 2000, im Alter von 34 Jahren, wandte sie sich hilfesuchend an den Hirnforscher James McGaugh, der an der University of California, Irvine  die Neurobiologie des Lernens und des Gedächtnisses erforschte. Zu ihrem ersten Treffen an der Universität nahm sie einige ihrer Tagebücher mit. Sie hatte so viel in ihre Tagebücher geschrieben, dass der Text umgerechnet mehr als 50.000 Druckseiten füllen würde.
McGaugh und seine Kollegen Elizabeth Parker und Larry Cahill testeten und untersuchten Price jahrelang, weil ihr enormes autobiografisches Gedächtnis ein in der Wissenschaft bisher völlig unbekanntes Phänomen war. Im August 2003 stellten sie ihre bisherigen Erkenntnisse einem großen Publikum von Medizinern an ihrer Universität vor; Price nahm teil und erläuterte ihre Erfahrungen. Dabei bekam sie das tröstliche Gefühl, dass ihr Leiden den Sinn hatte, zum Fortschritt der Wissenschaft beizutragen. Zwei Jahre später baten die Wissenschaftler Price, den Artikel über ihren Fall gegenzulesen, bevor sie ihn zur wissenschaftlichen Prüfung und Veröffentlichung einreichten. Sie hatten in dem Text geschrieben, „AJ“ (ein Pseudonym für Price) sei zugleich „Aufseherin und Gefangene“ ihrer Erinnerungen. Price weinte beim Lesen, weil sie sich endlich verstanden fühlte. Ihr Leben hatte sich bis dahin angefühlt, als ob sie laut schreit und niemand hört sie.
Im Februar 2006 erschien der Artikel von Parker, Cahill und McGaugh mit der Fallbeschreibung. Die Autoren schlugen hyperthymestic syndrome als Bezeichnung für das neue Phänomen vor; später wurde die Bezeichnung Highly Superior Autobiographical Memory (HSAM) eingeführt. Für Price war die Veröffentlichung des Artikels der Beginn eines neuen Lebensabschnitts, weil sie sich jetzt mit dem Interesse zahlreicher Medien an ihrer Person auseinandersetzen musste. Am Tag der Veröffentlichung wollten fünf Medien Interviews mit ihr führen und wandten sich an das Büro von McGaugh, weil sie bisher nur unter dem Pseudonym „AJ“ bekannt war. Nach einem Monat hatte die Universität so viele Anfragen erhalten, dass man Price bat, einen Vertreter mit der Beantwortung der Fragen zu ihrer Person zu beauftragen. Daraufhin gab sich Price in Telefonaten als Presseagentin von „AJ“ aus. Sie tat das, weil sie die Kontrolle über die Berichterstattung behalten und zugleich anonym bleiben wollte. Ein Jahr lang durchschaute niemand, dass die vermeintliche Presseagentin über sich selbst sprach.
Im April 2006 wurde der Fall in zwei fünfminütigen Radiosendungen des Senders NPR bekannt gemacht. Am 19. April war McGaugh als Interviewpartner eingebunden, am nächsten Tag Jill Price unter ihrem Pseudonym „AJ“. So wurde ein Millionenpublikum auf den aufsehenerregenden Fall aufmerksam.
Price entschied sich, aus der Anonymität herauszutreten, als sie zusammen mit einem professionellen Autor das autobiografische Buch The Woman Who Can't Forget (deutsch: Die Frau, die nichts vergessen kann) schrieb, das im Jahr 2008 erschien. Nach dem Erscheinen des Buchs wurde Price in einem Beitrag des TV-Magazins 20/20 des Senders ABC porträtiert und von Diane Sawyer interviewt.
Als CBS die sechs bis dahin bekannten HSAM-Betroffenen einlud, gemeinsam in einer Folge der Sendung 60 Minutes aufzutreten, in der im Jahr 2010 unter dem Titel Endless Memory über HSAM berichtet werden sollte, kamen fünf von ihnen – drei Männer und zwei Frauen, die sich auf diese Weise kennenlernten. Price wollte nicht teilnehmen, weil sie damals das Gefühl hatte, ihr Lebensproblem werde als Futter für eine Unterhaltungsshow missbraucht. Sie hat nie einen anderen HSAM-Betroffenen persönlich kennengelernt (Stand 2017).

## Erinnerungen und Gedächtnis
Price kann sich an die meisten Tage seit Mitte 1974 und an jeden Tag ihres Lebens seit dem 5. Februar 1980 erinnern. Sie antwortete zum Beispiel in einem im Jahr 2008 geführten Interview auf die Frage, was ihr zum Datum 17. Oktober 1989 einfällt: „An dem Tag gab es ein Erdbeben in San Francisco. Es war ein Dienstag. Ich war im Supermarkt, um einen Salat zu kaufen, mit meiner Lieblingssauce mit Mohnsamen drin, und als ich um 17.04 Uhr in die Einfahrt vor unserem Haus einbog, hörte ich die Nachricht im Radio. Den Rest des Tages verbrachte ich vor dem Fernseher.“
Die Erinnerungen gehen damit einher, dass Price die zurückliegenden Ereignisse noch einmal durchlebt, mit allen einstigen Gefühlen und Stimmungen. Sie erlebt die ständigen Erinnerungen als quälend, weil sie sie nicht kontrollieren kann: „Ich sehe pausenlos irgendwelche Szenen aus der Vergangenheit vor mir, automatisch und durcheinander.“ Die Erinnerungen seien wie ein „endloser, wirrer Film“, der sie völlig überwältigen kann und den sie nicht anhalten kann. Sie sieht wie auf einem Split Screen gleichzeitig die Gegenwart und die Vergangenheit: Links sieht sie das aktuelle Geschehen, zugleich läuft rechts der Film der Erinnerungen ab, die durch beliebige Stichworte oder sonstige Reize ausgelöst werden können. Deshalb hat Price die Angewohnheit, im Gespräch nach rechts zu blicken, wenn sie über ihre momentanen Erinnerungen berichtet.
Das ständige Wiedererleben auch der negativen Erlebnisse und Gefühle hat zur Folge, dass seelische Wunden bei Price nicht verheilen können. Sie kann sich Fehler nicht verzeihen, die sie gemacht hat. Sie vergisst keinen Streit und kein böses Wort, das jemals zu ihr gesagt wurde.
Bei den Tests an der Universität in Irvine konnte Price zu zeitgeschichtlichen Ereignissen seit 1980 wie beispielsweise dem Concorde-Absturz in Paris nahezu immer korrekt angeben, an welchem Tag sie stattgefunden hatten und welcher Wochentag es war. Ebenso konnte sie sagen, welches Ereignis stattgefunden hatte und welcher Wochentag es war, wenn man ihr das entsprechende Datum nannte. Auch an ihre privaten Erlebnisse mitsamt allen möglichen banalen Details erinnerte sie sich nahezu fehlerlos. Die Forscher konnten ihre autobiografischen Angaben anhand ihrer umfangreichen Tagebücher überprüfen. Ein Beispiel für die seltenen Fehler in ihren Erinnerungen tauchte bei der Testfrage auf, auf welche Tage Ostern in den Jahren von 1980 bis 2003 gefallen war. Obwohl Ostern für sie als Jüdin keine Bedeutung hat, konnte sie die Tage für alle Jahre richtig angeben außer bei einem Jahr, wobei sie sich nur um zwei Tage vertat.
Im Gegensatz zu ihren extrem zuverlässigen Erinnerungen an selbst Erlebtes sowie ihrer Fähigkeit, ab 1980 zu einem Ereignis das zugehörige Datum und zu einem Datum das Ereignis zu nennen, standen sonstige Gedächtnisleistungen, die sich als eher durchschnittlich und teilweise als erstaunlich schwach erwiesen. Zum Beispiel konnte Price sich angeblich nicht merken, welchen der fünf Schlüssel an ihrem Schlüsselring sie jeweils brauchte. Sie sagte, sie könne sich zum Beispiel Gedichte oder Ereignisse im Fach Geschichte schlecht einprägen. Das sei schon in der Schulzeit so gewesen.

## Veröffentlichung
- Jill Price, Bart Davis: The Woman Who Can’t Forget. The Extraordinary Story of Living with the Most Remarkable Memory Known to Science. A Memoir. Free Press, New York u. a. 2008, ISBN 978-1-4165-6176-7. 
 Deutsch: Die Frau, die nichts vergessen kann. Leben mit einem einzigartigen Gedächtnis. Kreuz-Verlag, Stuttgart 2009, ISBN 978-3-7831-3292-2.